# Église Notre-Dame-de-Lourdes de Vannes
Pour les articles homonymes, voir Église Notre-Dame-de-Lourdes.
L'église Notre-Dame-de-Lourdes de Vannes est une église catholique de Vannes dans le Morbihan.

## Situation
L'église est située 52 rue de la Brise, dans le quartier de Trussac.

## Historique
L'église est construite entre 1960 et 1962, sous l'impulsion du prêtre Albert Nicolas,. Elle est consacrée le jour des Rameaux 1962.
Elle est confiée à la communauté de l'Emmanuel.